# Cầu George Washington

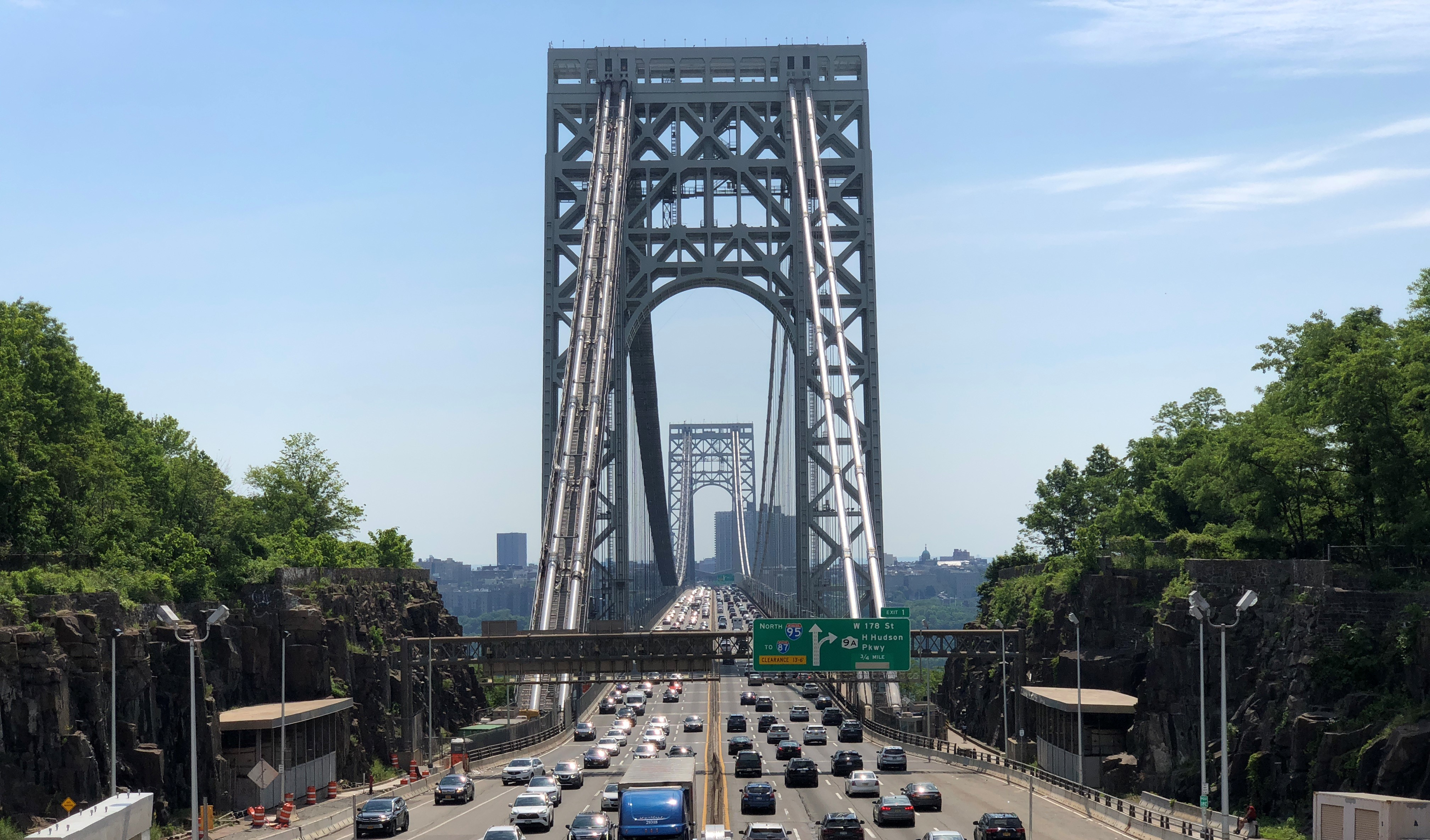
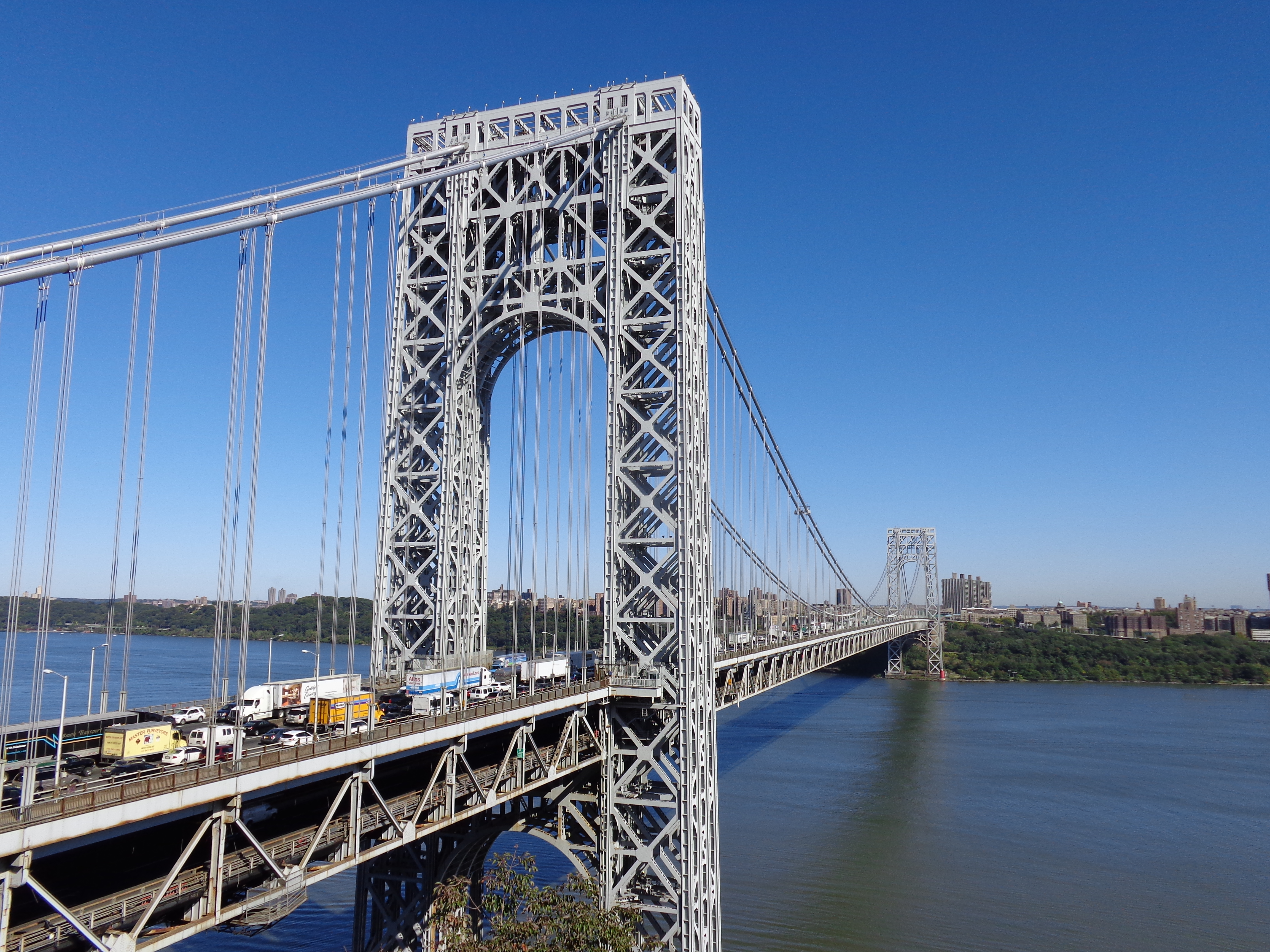
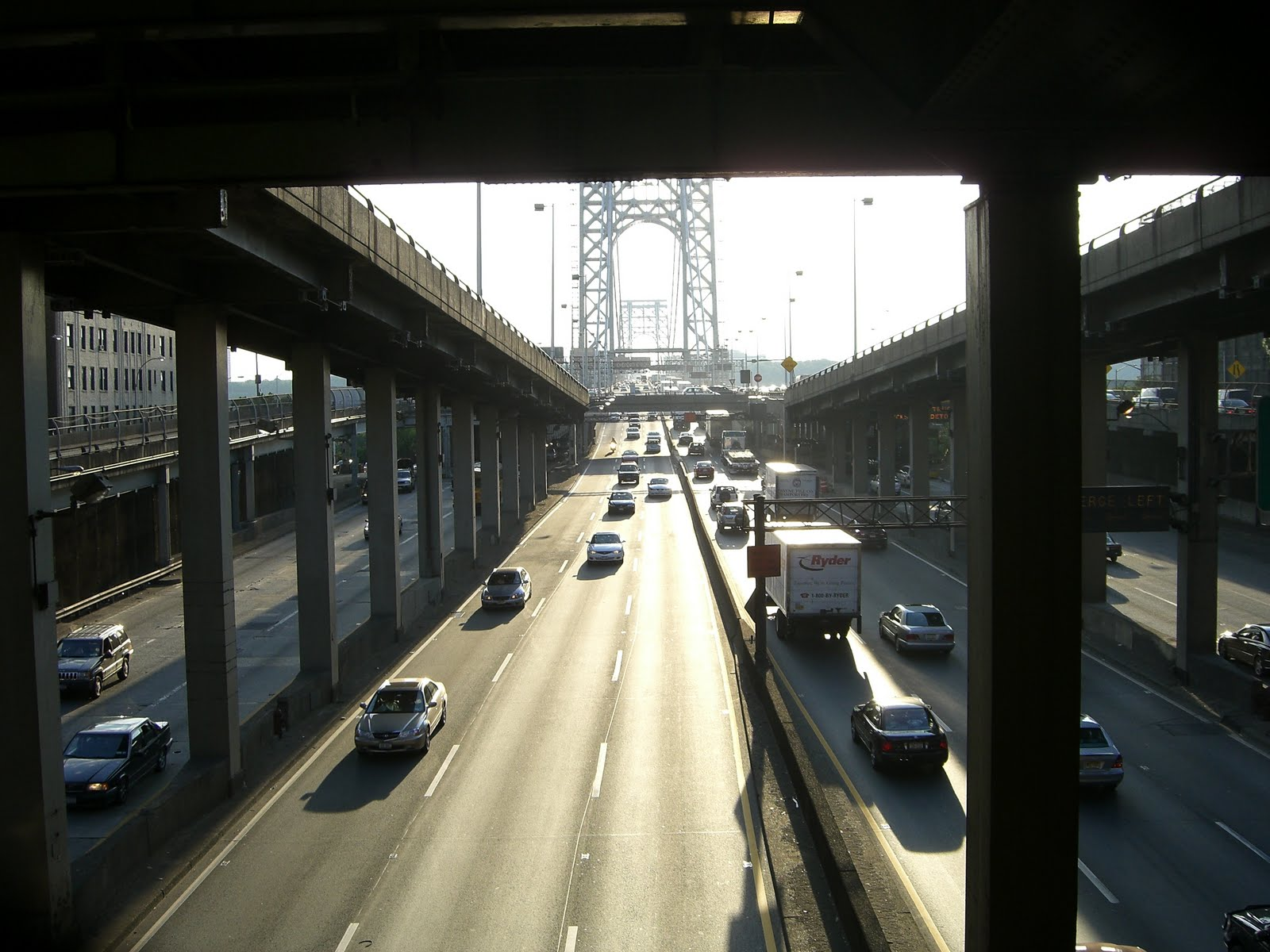
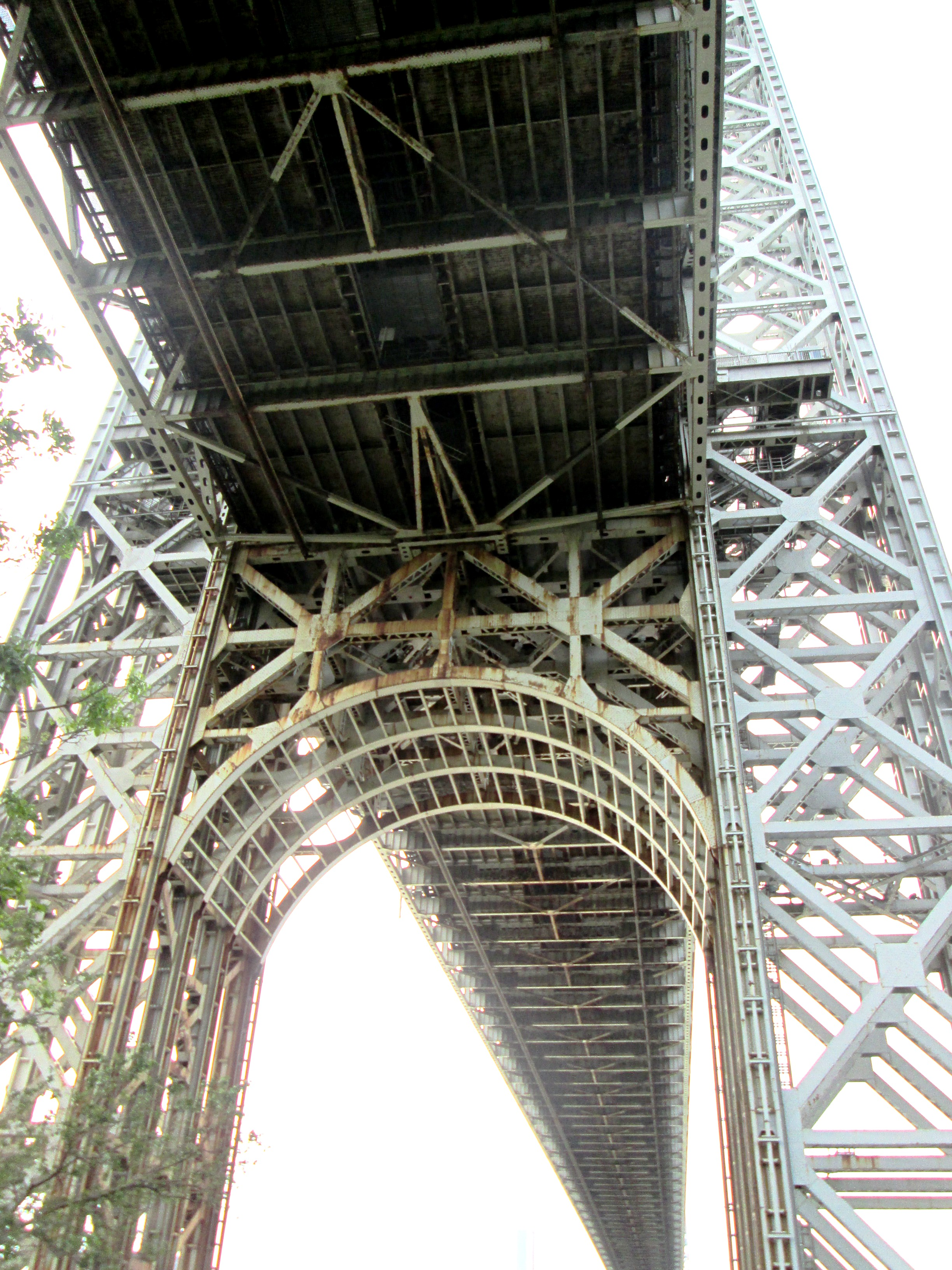

Cầu George Washington - được gọi chính thức là cầu GW, GWB, GW, hoặc George - là một cây cầu treo hai tầng bắc qua sông Hudson giữa vùng lân cận Washington Heights Manhattan ở Thành phố New York và Fort Lee, New Jersey. Tính đến năm 2015, cầu thông qua hơn 106 triệu xe mỗi năm, khiến nó là cầu cho xe cơ giới bận rộn nhất thế giới. Nó thuộc sở hữu của Chính quyền cảng New York và New Jersey, một cơ quan chính phủ hai tiểu bang vận hành một số cầu, đường hầm và các sân bay, cũng như các cảng biển hàng hải, và hệ thống vận chuyển nhanh PATH.
Cây cầu trong khu vực đô thị New York, có tầng trên bốn làn xe mỗi chiều và tầng dưới có ba làn xe mỗi chiều, với tổng số 14 làn đường. Giới hạn tốc độ trên cầu là 45 mph (72 km / h), mặc dù thường xuyên ùn tắc giao thông chậm trên cả các ngày trong tuần và cuối tuần. Tầng trên của cầu cũng dành cho người đi bộ và đi xe đạp. Interstate 95 (I-95) và Hoa Kỳ lộ 1/9 (US 1/9) qua sông qua cầu. US 46, nằm hoàn toàn bên trong New Jersey, chấm dứt nửa chừng trên cây cầu ở biên giới tiểu bang New York. Tại ga cuối phía đông của nó trong thành phố New York, cây cầu kết nối với Đường cao tốc xuyên Manhattan (một phần của I-95, kết nối với đường cao tốc Cross Bronx).